# ムーサイオス

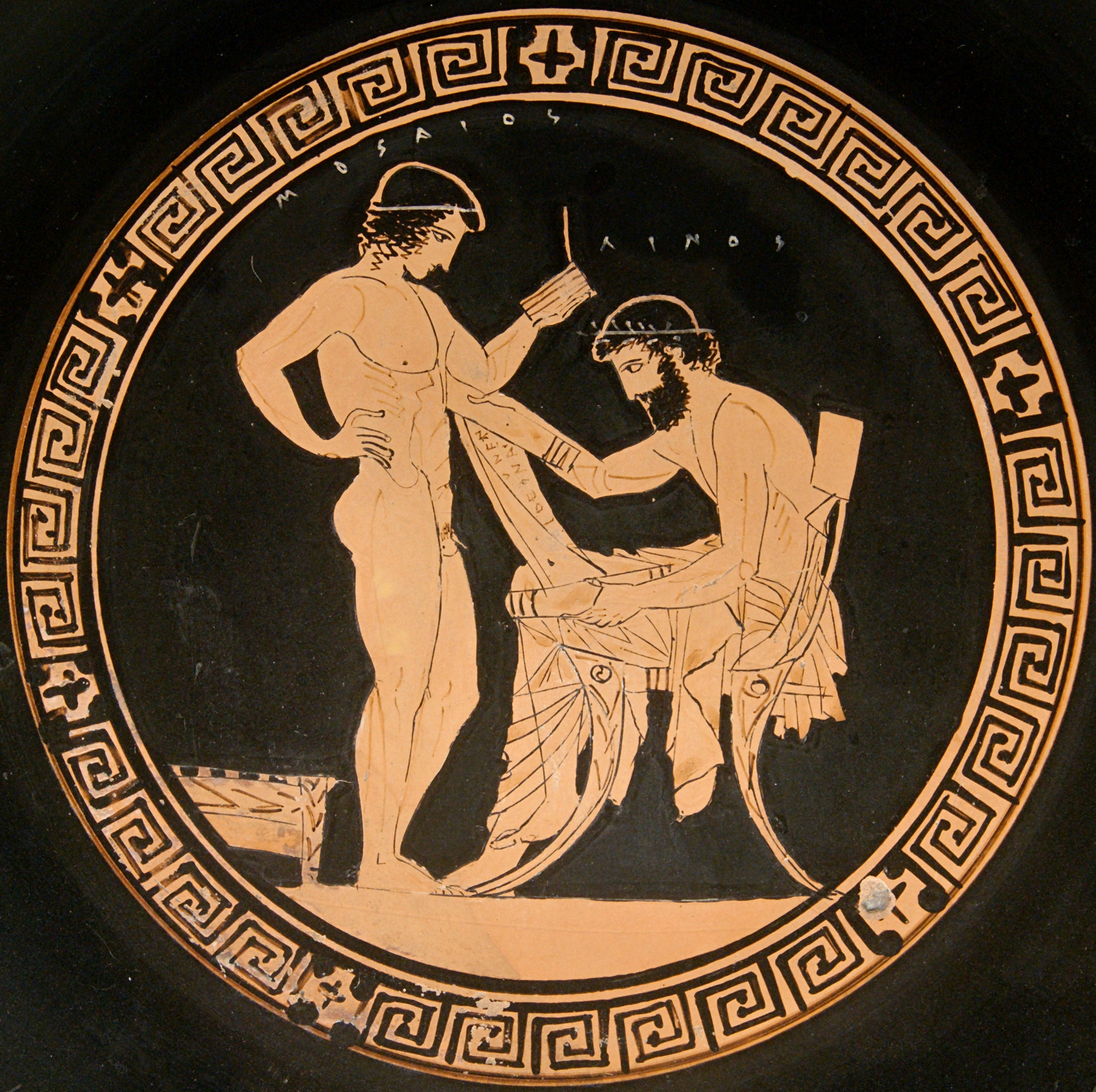
ムーサイオス（左）とリノス（右）。前5世紀のキュリクス。

- ムーサイオス[1][2][3]
- ムゥサイオス[4][5]
- ムサイオス[6][7][8][9]

ムーサイオス（古希: Μουσαῖος Mousaios 英: Musaeus）は、ギリシア神話の人物。オルペウスと並ぶ伝説的詩人。オルペウス教やエレウシースの秘儀と関わる。

## 人物
オルペウスと同様、神話と歴史のはざまにおり、「ホメーロス以前の詩人」にあたる。
人物像は曖昧である。オルペウスの弟子とも、師とも、単なる模倣者とも、息子とも言われる。あるいは、エウモルポス（エレウシースの秘儀の創始者）とセレーネー（月の女神）の息子、エウモルポスの父、アンティオペーモスの息子、リノスの息子、リノスの弟子にして愛人、などとも言われる。出身地はトラキアともエレウシースとも言われる。
ニュンペーたちに育てられた、ボレアースから飛行能力を授かった、アッティカにエレウシースの秘儀を導入した、予言や治病もおこなった（アポローン的特徴）、などとも言われる。
『オルペウス教のアルゴナウティカ』は、オルペウスが弟子ムーサイオスのため作ったという建前になっている。
名前は「ムーサに属する人」を意味する。エウセビオスらは音の近さからモーセと同一視した。

## 著作
オルペウスと同様、著作が仮託された。『託宣集』『神統記』『デーメーテール讃歌』、エウモルポス宛ての『忠告（ヒュポテーカイ）』などの著作があり、断片が『ソクラテス以前哲学者断片集』にまとめられている。
オルペウスやムーサイオスの仮託著作は、古典期アテーナイで祈祷師などにより流布されていた。プラトーン『国家』などにその様子がうかがえる。オノマクリトスがムーサイオスの著作を偽作または収集したとも言われる。